# Pirolt János
Pirolt János (Selmecbánya, 1698. augusztus 29. – Lőcse, 1758. május 9.) Jézus-társasági áldozópap és hitszónok.

## Élete
1714. október 18-án lépett a rendbe; tanította a grammatikát, ékesszólást és matematikát; magyar hitszónok volt Lipótvárt, Szepes megyében, Sárospatakon, Trencsénben és Pozsonyban; azután a növendékpapok kormányzója volt Máriavölgyön, Selmecbányán, Szakolcán és Lőcsén.

## Munkái
- Instructio brevis pro sodalitio Jesu et Mariae SS. Rosarii. Posonii, 1737
- Angelica et coelestis doctrina, seu brevis instructio homini christiano-catholico salutem quaerenti manifestata. Cassoviae, 1738
- Clavis coeli seu actus virtutum theologicarum. Uo. 1744
- Spes salutis in cultu B. V. Mariae, Uo. 1744
- Modus resistendi tentationibus. Uo. 1744
- Cultus S. Aloysii per sex dominicas. Uo. 1748 (magyarul: A Jézus társaságából való Gonzaga Aloysiusnak hat vasárnapbéli tiszteleti. Uo. 1749)

Stoeger még következő munkáit sorolja föl pontos könyvészeti leírásuk nélkül:
- Rectae intentionis hebdomas. Cassoviae
- Scientia eorum, quae scitu necessaria ad salutem consequendam. Uo.
- Instructio recens conversorum. Uo.
- Modus pie surgendi et decumbendi. Uo.
- Modus audiendi sacrum, confitendi, communicandi. Uo.
- Modus colendi festum desponsationis B. V. Mariae. Uo.
- Christianus poenitens per quaesita inter patrem et filium spritualem. Uo.